# Panauti
Panauti ist eine Stadt (Munizipalität) in Nepal südlich von Banepa im Distrikt Kabhrepalanchok, ein kurzes Stück außerhalb des Kathmandu-Tales.
Die Bewohner sind zu einem großen Teil Newari, was sich im Stadtbild stark widerspiegelt: mehrstufige Pagodentempel, geschnitzte Holzfenster und Türen sowie die allgemein mittelalterliche Stadtstruktur mit ihren engen Gassen.
Panauti ist für Interessierte der newarischen Kultur auf jeden Fall einen Besuch wert, gerade weil es im noch wenig unkontrolliertes Bauen von modernen Gebäuden gab. Die Hauptsehenswürdigkeit ist der Indreshwar Mahadev Mandir (Tempel).
Ein Besuch lässt sich von Kathmandu aus als Tagesausflug gestalten, die Fahrt mit dem Bus dauert zirka anderthalb Stunden ab dem alten Busbahnhof (Ratna Park).
Das Stadtgebiet umfasst 31,73 km².

## Einwohner
Bei der Volkszählung 2011 hatte Panauti 27.358 Einwohner (davon 13.091 Männer) in 5943 Haushalten.